# Italy amore mio
Italy amore mio è un film italiano del 2013 diretto da Ettore Pasculli.
Il film è ispirato al racconto Il monopolio dell’uomo del 1890 di Anna Kuliscioff

## Trama
Alina arriva in Italia da bambina dall’Europa dell’Est. Cresce in Italia con la sua famiglia e sin da quando era bambina sogna di danzare. Si fa assumere come donna delle pulizie nella scuola DanceHaus e lì conosce un insegnante, Gabriele, che le farà scoprire l’amore e l'aiuterà per le selezioni di un grande spettacolo. Ma il padre di Alina, vuole farle sposare il boss con cui ha contratto forti debiti per salvare la sua pizzeria.

## Produzione
Il film è stato girato interamente a Milano.

## Distribuzione
Il film fu presentato in anteprima nazionale il 25 novembre 2013 all’UCI Cinemas Bicocca di Milano, in occasione della Giornata internazionale per l’eliminazione della violenza contro le donne.